# Blendax
Die Blendax GmbH wurde 1932 in Mainz gegründet und produzierte dort von 1936 bis 2002 Hygiene-Artikel und Zahnpasta. Zeitweise war sie mit 43 Millionen Tuben europaweiter Marktführer bei Zahnpasta.
Das Unternehmen, das besonders durch die 1951 eingeführte Marke blend-a-med bekannt wurde, gehört seit 1987 zum Konzern Procter & Gamble.

## Gründung
Die Wortmarke „Blendax“ für Zahnputzmittel wurde am 4. Januar 1910 in das deutsche Markenregister eingetragen. Die Blendax-Werke wurden jedoch erst 1932 von den Brüdern Rudolf und Hermann Schneider in Mainz gegründet. Ziel war es, eine für jedermann erschwingliche Zahnpasta zu produzieren, mit deren Produktion man 1936 begann. Schon Ende der 1930er Jahre war Blendax mit rund 43 Millionen Tuben Zahnpasta Europas größter Hersteller. Die Produktpalette wurde durch weitere Hygieneartikel wie Haarwaschmittel, Seife, Hautcremes und Mundwasser komplettiert.

## Zerstörung und Wiederaufbau
Das Mainzer Stammwerk auf der Ingelheimer Aue wurde im Zweiten Weltkrieg fast vollständig zerstört, die unversehrte Niederlassung in Gera nach dem Krieg enteignet. Die Niederlassung Gera bestand erst als VEB Blendax, später als VEB Gerana und nach der Wende als Gerana Cosmetic GmbH weiter, bis sie 2007 nach Insolvenz geschlossen wurde. Die ursprünglichen Gebäude in Gera am Stadtgraben sind noch erhalten (heute Bundeszentrale für politische Bildung).
Bereits 1946 wurde das Mainzer Werk wieder aufgebaut, 1949 die Zahnpasta-Herstellung wieder aufgenommen, erst 1956 kam auch wieder die Herstellung von Haarwaschmittel und Badeschaum hinzu. Zur speziellen Pflege des Milchgebisses wurde 1956 die erste Kinderzahncreme namens Blendi eingeführt, 1957 startete die Produktion von Zahnbürsten. In den 1970er Jahren wurde die Zahncreme Strahler 70 eingeführt.

## blend-a-med
1949 bot die Mainzer Apothekerin Hertha Hafer den Blendax-Werken die von ihr entwickelte Ur-Rezeptur der Zahncreme blend-a-med an. 1951 begann die Produktion der blend-a-med-Zahnpasta, der ersten medizinischen Zahnpasta in Deutschland, die zunächst in Apotheken und über Zahnärzte vertrieben wurde.
In Konsequenz wurde im selben Jahr auch die Entscheidung zur Gründung der blend-a-med Forschung getroffen, einer Abteilung, die sich ab 1953 speziell der Entwicklung von Produkten zur Prophylaxe von Zahn- und Mundkrankheiten verschrieb.

## Bekannte Produkte
Zahnpflege
- blend-a-med
- blend-a-med Formel Z
- blend-a-dent[4]
- Blendax Antibelag[5]
- Blendi[6]
- Formel M

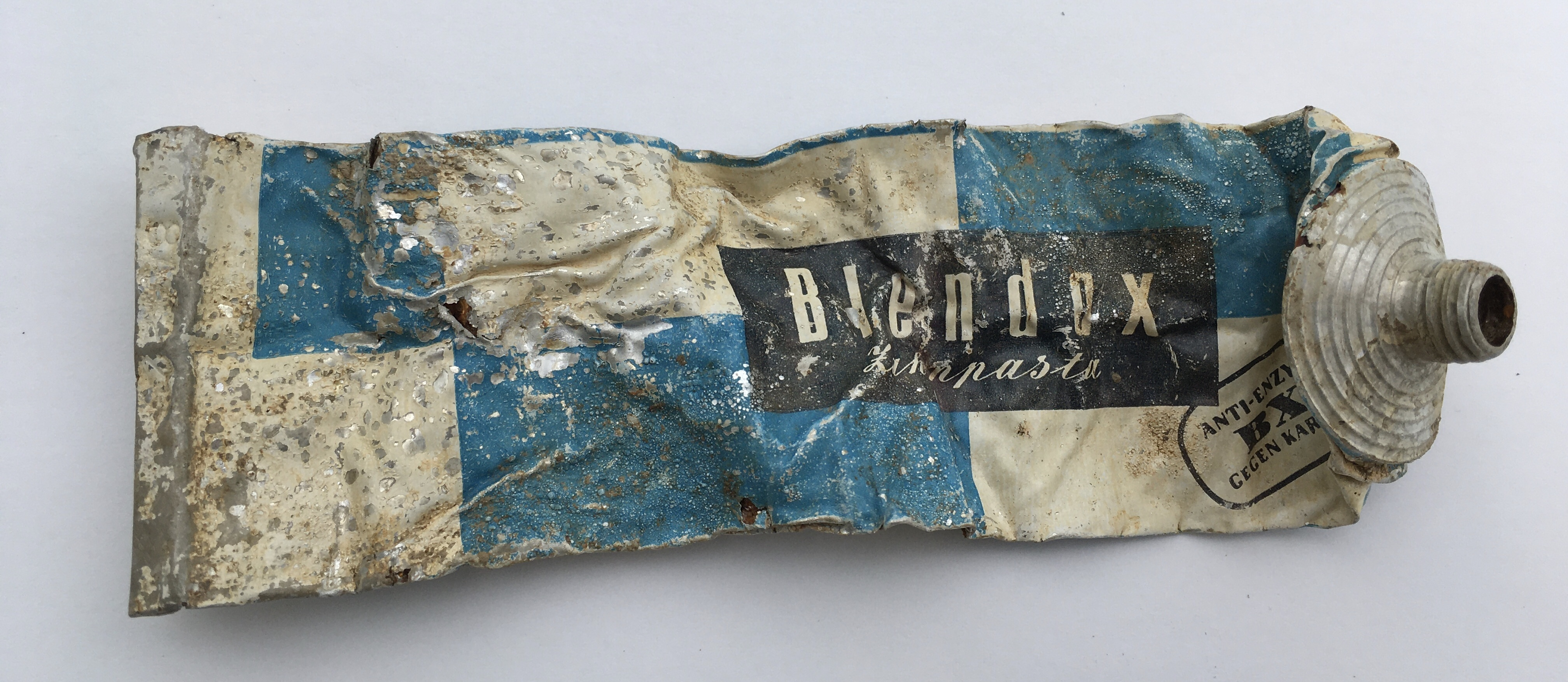
Blendax Zahnpasta mit Anti-Enzym BX gegen Karies (um 1950/60)

- Strahler 70, Strahler 75 und Strahler 80
- Blendax Fluor Super

Haarpflege
- Shamtu[7]
- Tosan[8]

Körperpflege
- Kamill[9]
- Credo
- Cliff
- Do7

## Übernahme
Im Jahre 1987 wurde das Familienunternehmen, dessen Geschäfte als Blendax-Werke Schneider GmbH & Co. in Mainz von Josef Pohl (* 1924) geführt wurden, von dem US-amerikanischen Konsumgüterkonzern Procter & Gamble übernommen. Zunächst führte die Übernahme zu einer weiteren Stärkung des Standorts, da Procter & Gamble seine britische Zahnpastaherstellung 1989 nach Mainz verlegte und die Stadt am Rhein so zu Europas zentralem Mundhygienestandort aufstieg. 1993 wurde die Produktion von Körperpflegeprodukten in Mainz eingestellt. Die Produktion von Zahnpasten und Zahnbürsten wurde bis zum Jahr 2002 am Mainzer Standort fortgeführt, bevor eine Verlagerung der Produktion in den Standort Groß-Gerau (ehemals Richardson Wicks) erfolgte. Dort wird auch heute noch Zahnpasta der Marken blend-a-med und Blendi hergestellt.